# Чиліка
Чиліка або Чилка — солоне озеро (лагуна) в індійському штаті Орісса.
Озеро Чиліка розташоване на південь від гирла річки Мантеї і є найбільшою лагуною в Індії та другою за розміром у світі. Своєю появою озеро зобов'язане замуленню річки Мантеї, яка впадає в північну частину озера і ще північніше несе свої води у Бенгальську затоку, утворюючи мілину уздовж східного узбережжя і створюючи дрібноводу лагуну.
Площа озера варіюється від 1165 км² в сезон дощів до 740 км² в посуху. На озері розташовуються кілька маленьких островів. Найбільші з них, такі як Парікуд, Фулбарі, Берахпура, Нуапара, Налбана і Тампара, відокремлені дрібноводими каналами. Ці острови разом з півостровом Малуд складають частину округу Пурі, так званий Крушнапрасад. Ідеальна екологія і дивовижна флора і фауна Крушнапрасада привертають туристів зі всього світу. Північне узбережжя озера є частиною округу Хордха, а західний берег — частина округу Ганджам.
Озеро Чиліка — місце мешкання як перелітних, так і осілих водоплавних птахів, що мешкають там, зокрема фламінго. Перелітні птахи прилітають в жовтні з такої далечіні, як Сибір, Іран, Ірак, Афганістан, Гімалаї і зимують на озері до березня.
Частина озера узята під охорону Пташиним заповідником озера Чиліка (англ. Chilka Lake Bird Sanctuary), який піклується більш ніж 150 видів птахів. Також, лагуна є домом для різноманітних інших водних тварин, багато з яких рідкісні. У водах Чиліки живуть 225 видів риб та іравадійський дельфін (Orcaella brevirostris). За Рамсарською конвенцією озеро визнано водяно-болотним угіддям міжнародного значення.
Крім того, через багатство ресурсами озеро має значну економічну важливість, від рибацтва в озері залежать понад 150 тис. місцевих мешканців, що населяють 132 селищ на його берегах та островах.
Певні проблеми для екологічної ситуації останнім часом викликала нова гребля, яка відокремлює озеро від океану. Ця гребля була схвалена урядом в 2001 році для розвитку туризму. Місцев мешканці, що насамперед живуть за рахунок рибальства, вже зіткнулися із скороченням уловів та голодом. Іравадійські дельфіни також страждають від постійного попадання в рибальські мережі, а їх кількість вже зменшилося до 50 особин.

## Ресурси Інтернету
- Сайт про лагуну Чиліка [Архівовано 26 листопада 2009 у Wayback Machine.]